# Пољски октобар
Пољски октобар (пољ. Polski październik  ), такође познат као Октобар 1956, пољско отапање, или Гомулкино отапање, означило је промену у политици Пољске у другој половини 1956. године. Неки друштвени научници то називају Пољском октобарском револуцијом, која је била мање драматична од Мађарске револуције 1956. године, али је можда имала још дубљи утицај на источни блок и на однос Совјетског Савеза према његовим сателитским државама у централној и источној Европи.
За Пољску Народну Републику 1956. је била година транзиције. Међународна ситуација је значајно ослабила тврдокорну стаљинистичку фракцију у Пољској, посебно након што је у марту умро пољски комунистички лидер Болеслав Бјерут. Прошле су три године од смрти Јосифа Стаљина и његов наследник на челу Совјетског Савеза, први секретар Никита Хрушчов, осудио га је у фебруару. Протести радника Познања у јуну су истакли незадовољство људи њиховом ситуацијом. У октобру, догађаји су резултирали успоном на власти реформаторске фракције, коју је предводио Владислав Гомулка. После кратких, али напетих преговора, Совјети су дали дозволу Гомулки да задржи контролу и направили су још неколико уступака, што је резултирало већом аутономијом за пољску владу.
За Пољску је то значило привремену либерализацију, али се на крају показало да су наде у пуну либерализацију лажне, пошто је Гомулкин режим постепено постајао све репресивнији. Ипак, ера стаљинизма у Пољској је завршена.

## Позадина
Гомулкино отапање је проузроковано неколико фактора. Смрт Јосифа Стаљина 1953. и резултирајућа десталинизација и Хрушчовско одмрзавање подстакли су дебате о фундаменталним питањима у читавом Источном блоку.
У лето 1955. године у Варшави је одржан 5. светски фестивал омладине и студената. Осмишљен да буде велика пропагандна вежба и место сусрета источноевропских комуниста и њихових другова из западне Европе, Азије, Африке и Јужне Америке, догађај је довео стотине хиљада пољских гледалаца у Варшаву током пет дана да гледају плес, позориште и друге атракције. Међутим, права атракција за Пољаке били су странци, од којих су многи били из западне Европе и у великој су супротности са локалним Пољацима јер су делили сличну културу, али су били много богатији и отворенији. Дубоко погођени, многи Пољаци су схватили да је деценијама антизападна реторика била лажна. Пољаци, Немци, Мађари, Чеси и други из комунистичког блока активно су се дружили једни са другима. Са егзотичнијим посетиоцима, Пољаци су се дружили и у приватним становима широм града. Студенти су чак одржавали дебатне састанке са странцима, од којих се показало да многи нису комунисти.‍:446–448
У фебруару 1956, након 20. конгреса Комунистичке партије Совјетског Савеза, први секретар Комунистичке партије Никита Хрушчов одржао је тајни говор (званично под називом О култу личности и његовим последицама) са широким импликацијама на Совјетски Савез и друге комунистичке земље. У Пољској су, поред критике култа личности, популарне теме дебате биле усредсређене на право да се води независнији курс „локалног, националсоцијализма“, уместо да се следи совјетски модел у сваком детаљу. На пример, многи чланови Пољске уједињене радничке партије (ПЗПР) критиковали су Стаљиново погубљење старијих пољских комуниста током Велике чистке. Неколико других фактора је допринело дестабилизацији Пољске, као што је пребег високог пољског обавештајног агента Јозефа Свиатла  1953. године, што је довело до слабљења Министарства јавне безбедности Пољске, тајне полиције. Осим тога, неочекивана смрт Болеслава Бјерута, првог секретара ПЗПР-а (познатог као „Пољски Стаљин“), у Москви 1956. године, довела је до повећаног ривалства између различитих фракција пољских комуниста и до растућих тензија у пољском друштву, који је кулминирао протестима у Познању 1956. (познати и као јун '56).
Секретаријат ПЗПР-а одлучио је да Хрушчовљев говор треба да има широк тираж у Пољској, што је јединствена одлука у Источном блоку. Бјерутови наследници су искористили Хрушчовљеву осуду стаљинистичке политике као прилику да докажу своје реформистичке демократске акредитиве и своју спремност да раскину са стаљинистичким наслеђем.

## Протести и немири
Крајем марта и почетком априла 1956. године одржане су хиљаде партијских састанака широм Пољске, уз благослов Политбироа и Секретаријата. Десетине хиљада је учествовало у таквим састанцима. План Секретаријата је успео изнад онога што је очекивао. Политичка атмосфера у Пољској се променила како су се све чешће постављала питања о табу темама попут легитимитета пољских комуниста; одговорности за Стаљинове злочине; хапшење све популарнијег Владислава Гомулке и питања у совјетско-пољским односима, као што су континуирано совјетско војно присуство у Пољској, пакт Молотов-Рибентроп, масакр у Катину и неуспех Совјетског Савеза да подржи Варшавски устанак. Захтевао се нови партијски конгрес, већа улога Сејма и гаранција личних слобода. Узнемирен овим процесом, Секретаријат странке одлучио је да задржи говор од шире јавности.
У јуну је дошло до побуне у Познању. Радници су протестовали због несташице хране и робе широке потрошње, лошег становања, пада реалних прихода, трговинских односа са Совјетским Савезом и лошег управљања привредом. Пољска влада је првобитно одговорила тако што је изгреднике означила као „ провокаторе, контрареволуционаре и империјалистичке агенте“. Између 57 и 78 људи, углавном демонстраната, је убијено, а стотине је рањено и ухапшено. Убрзо је, међутим, партијска хијерархија препознала да су немири пробудили националистички покрет и преокренула своје мишљење. Повећане су плате за 50 одсто, а обећане су економске и политичке промене.
Протести у Познању, иако највећи, нису били јединствени у Пољској, где су социјални протести обновили свој бес те јесени. Демонстранти су 18. новембра уништили штаб милиције и опрему за ометање радија у Бидгошчу, а 10. децембра маса у Шчећину је напала јавне зграде, укључујући затвор, канцеларију државног тужиоца, штаб милиције и совјетски конзулат. Људи широм земље критиковали су безбедносну полицију и тражили распуштање одбора за јавну безбедност и кажњавање његових најкривнијих функционера. Захтијевано је да се разоткрију сарадници тајне полиције, а осумњичени сарадници су често били нападнути. На многим местима, гомиле су се окупиле испред седишта тајне полиције, узвикивале непријатељске пароле и разбијале прозоре. Јавни скупови, демонстрације и улични маршеви одржани су у стотинама градова широм Пољске. Састанке су обично организовале локалне партијске ћелије, локалне власти и синдикати. Међутим, званични организатори су имали тенденцију да изгубе контролу пошто је политички садржај превазишао њихов првобитни план. Гомиле су често предузимале радикалне акције, што је често резултирало немирима на улицама и сукобима са полицијом и другим агенцијама за спровођење закона. Улична активност достигла је врхунац током и непосредно после седнице „VIII пленума“ ЦК ПЗПР 19–21. октобра, али је настављена до краја године. Истовремено је дошло до пораста верских и клерикалних осећања. Певале су се химне, а захтевало се ослобађање Стефана Вишинског и враћање потиснутих епископа. Национализам је био цемент масовне мобилизације и доминирао је јавним скуповима током којих су људи певали националну химну и друге патриотске песме, захтевали враћање белог орла на заставу и традиционалне војне униформе и нападали зависност Пољске од Совјетског Савеза и његове војске. Тражили су повратак источних територија, објашњење за масакр у Катину и елиминисање руског језика из образовног програма. Последњих десет дана октобра нападнути су споменици Црвеној армији, коју су Пољаци презирали; срушене су црвене звезде са кровова кућа, фабрика и школа; уништене су црвене заставе; и портрети Константина Рокосовског, војног команданта задуженог за операције које су протерале нацистичке немачке снаге из Пољске, су унакажене. Учињени су покушаји да се насилно уђу у домове совјетских грађана, углавном у Доњој Шлезији, која је била дом многих совјетских трупа. Међутим, за разлику од демонстраната у Мађарској и Познању, активисти су ограничили своје политичке захтеве и понашање, који нису били искључиво супротстављени комунистичком систему. Комунистичке власти нису биле отворено и недвосмислено оспорене, као у јуну, а антикомунистичке пароле, које су преовладавале у јунском устанку, као што су „Хоћемо слободне изборе“, „Доле комунистичку диктатуру“ или „Доле Партија“, биле су много мање заступљене. Такође, партијски одбори нису нападнути.

## Промена политичког руководства
У октобру је Едвард Охаб, први секретар Партије и пољски премијер, предложио Владислава Гомулку за избор првог секретара Партије током 8. пленума. Гомулка је био умерени човек који је био први секретар Партије од 1943. до 1948. и био је збачен и 1951. затворен након што су га стаљинистички тврдолинијаши, заједно са Бјерутом, оптужили за „десно националистичку девијацију“. Гомулка се показао прихватљивим за обе фракције пољских комуниста: реформаторе, који су се залагали за либерализацију система, и тврдолинијаше, који су схватили да треба да направе компромис. Гомулка је инсистирао на томе да добије стварна овлашћења за спровођење реформи. Један конкретан услов који је поставио био је да совјетски маршал Константин Рокосовски, који је мобилисао трупе против радника у Познању, буде уклоњен из пољског Политбироа и Министарства одбране, на шта је Охаб пристао. Већина пољског руководства, подржана и војском и Корпусом унутрашње безбедности, довела је Гомулку и неколико сарадника у Политбиро и именовала Гомулку за првог секретара. Нетакнут скандалима стаљинизма, Гомулка је био прихватљив пољским масама, али је Москва испрва посматрала са великим подозрењем.
Совјетско руководство је са узбуном гледало на догађаје у Пољској. Дестаљинизација је била у току и у Совјетском Савезу, али совјетско руководство није гледало на демократске реформе које је пољска јавност желела као на прихватљиво решење. У Москви су веровали да свака либерализација у једној земљи може довести до уништења комунизма и пропасти совјетског утицаја у региону у целини. Совјетски Савез није био забринут само због политичких импликација реформи, већ и њихових економских импликација. Економски, Совјетски Савез је много инвестирао у већи део Источног блока и тежио је интеграцији својих економија. Совјетски Савез је финансирао пољску индустрију и био је главни трговински партнер Пољске. Совјетски Савез је усмеравао производе које је Пољска производила, куповао производе и извозио у Пољску робу која се у њој више није производила. Та интеграција је значила да би свака реформа, била она политичка или економска, у једној земљи имала велики утицај на другу. Пошто је Пољска била економски нераскидиво повезана са Совјетским Савезом, мисао о независној пољској економији била је нереална. Земља је била приморана да се ослања на Совјете толико дуго да би се потпуно отцепљење показало катастрофалним. Дакле, обе земље су имале кључну моћ у различитим аспектима. Пољска би могла политички да угрози совјетску снагу и моћ у источној Европи, а Совјетски Савез би суштински могао да уништи пољску економију. Према томе, свака реформа у пољској влади би морала да уступи неким совјетским захтевима, али би Совјети истовремено морали да пристану виталном партнеру.
Делегација високог нивоа совјетског Централног комитета долетела је у Пољску у покушају да блокира уклањање просовјетских чланова Политбироа, углавном совјетског и пољског маршала Константина Рокосовског. Совјетску делегацију је предводио Никита Хрушчов у којој су били Анастас Микојан, Николај Булгањин, Вјачеслав Молотов, Лазар Каганович и Иван Коњев. Преговори су били напети; и пољске и совјетске трупе су стављене у стање приправности и ангажовали су се у „маневрима“ који су коришћени као прикривене претње. Чак и пре доласка совјетске делегације, совјетске оружане снаге стациониране у Пољској (укључујући две оклопне дивизије) напустиле су своје базе и кренуле ка Варшави. Када им је наређено да зауставе напредовање, било их је само 100 км од главног града Пољске.
Пољско руководство је јасно ставило до знања да лице комунизма мора постати више национализовано и да Совјети више не могу директно да контролишу пољски народ.
Хрушчовљев говор је радио против њега. Током стаљинизма, Совјетски Савез је поставио Пољаке наклоњене Москви или саме Русе на важне политичке позиције у Пољској. Након што је тако жестоко осудио стаљинизам у свом говору, Хрушчов није могао да се врати на стаљинистичку позицију присиљавањем више Руса у пољско руководство. Пољаци су, препознајући повике јавности, морали да задрже Совјете од директне контроле, али нису могли да подигну своје захтеве до тачке која би угрозила њихове односе у блоку. Гомулка је захтевао повећану аутономију и дозволу за спровођење неких реформи, али је такође уверавао Совјете да су реформе унутрашње ствари и да Пољска нема намеру да напусти комунизам или своје уговоре са Совјетским Савезом. Кинези су такође вршили притисак на Совјете да удовоље пољским захтевима и све више су их ометали догађаји у Мађарској.
На крају, када је Хрушчов добио уверавања да Гомулка неће променити основне темеље пољског комунизма, он је повукао претњу инвазије и пристао на компромис, а Гомулка је потврђен на својој новој позицији. Према извештају који Хрушчов даје у својим мемоарима, он је наредио да се совјетске трупе зауставе на месту након што се он лично суочио са Гомулком који је, према Хрушчову, био у стању узнемирености и „захтевао“ да се трупе врате у своје базе, или ће се „догодити нешто страшно и неповратно“. Хрушчов тврди да никада није био против именовања Гомулке на чело ПЗПР-а и да је очекивао да ће он бити подигнут на највишу функцију откако је пуштен из затвора.
Став руководства допринео је релативно умереној политичкој димензији социјалног протеста у октобру. Такође су били кључни утицаји национализма и националистичких емоција. Они су подстакли друштвене протесте у јуну, али су их угушили у октобру, када је претња совјетске инвазије против Гомулке и његових присталица променила друштвену слику пољских комуниста. У јуну су и даље били третирани као марионете и слуге туђинских, антипољских интереса и искључени из националне заједнице. У октобру су постали део нације која се противила совјетској доминацији. Гомулку је велика већина друштва са ентузијазмом подржавала, не првенствено као комунистичког вођу, већ као вођу нације који је, одупирајући се совјетским захтевима, оличавао националну чежњу за независношћу и суверенитетом. Његово име је уз антисовјетске слогане скандирано на хиљадама скупова: „Иди кући Рокосовски “, „Доле Руси“, „Живео Гомулка“ и „Желимо слободну Пољску“.
Гомулкин антисовјетски имиџ био је преувеличан, али је у народној машти оправдан његовом антистаљинистичком линијом 1948. и годинама каснијег интернирања. Тако су се пољски комунисти неочекивано нашли на челу национално-ослободилачког покрета. Ентузијастична јавна подршка која је понуђена Гомулки допринела је легитимизацији комунистичке владавине у Пољској, која је укључила масовна националистичка, антисовјетска осећања у преовлађујуће структуре моћи. У Мађарској је социјални протест уништио политички систем, али је у Пољској био апсорбован у њега.

## Последице
Информације о догађајима у Пољској стигле су до грађана Мађарске преко вести и коментаторских сервиса Радија Слободна Европа између 19. и 22. октобра 1956. године. Студентске демонстрације у Будимпешти у знак подршке Гомулки, тражећи сличне реформе у Мађарској, биле су један од догађаја који су подстакли Мађарску револуцију 1956. године. Догађаји у мађарском новембру такође су помогли да одврате пажњу Совјета и осигурају успех пољског октобра.
Гомулка је у својим јавним говорима критиковао тешкоће стаљинизма и обећавао реформе за демократизацију земље; ово је у пољском друштву примљено са великим ентузијазмом. До средине новембра, Гомулка је у својим преговорима са Совјетима постигао значајне добитке: отписивање постојећих дугова Пољске, нове преференцијалне трговинске услове, напуштање непопуларне колективизације пољске пољопривреде коју је наметнуо Совјетски Савез и дозволу за либерализацију политике према римокатоличкој цркви. У децембру је коначно регулисан статус совјетских снага у Пољској.
После октобарских догађаја, Рокосовски и многи други совјетски „саветници“ напустили су Пољску, сигнализирајући да је Москва спремна да пољским комунистима да мало више независности. Пољска влада рехабилитовала је многе жртве стаљинистичке ере, а многи политички затвореници су ослобођени. Међу њима је био и кардинал Стефан Вишињски. Пољски законодавни избори из 1957. били су много либералнији од оних из 1952. иако се још увек нису сматрали слободним по западним стандардима.
Гомулка, међутим, није могао и није желео да одбаци комунизам или совјетску доминацију; могао је само да усмери Пољску ка повећању независности и „пољском националном комунизму”. Због ових ограничених амбиција, које су признали Совјети, ограничена пољска револуција је успела тамо где није успела радикална мађарска. Норман Дејвис сажима ефекат као трансформацију Пољске из марионетске државе у државу клијента; Рејмонд Пирсон на сличан начин наводи да се Пољска из совјетске колоније променила у доминион.
Гомулкино обећање да ће следити „пољски пут ка социјализму“ више у складу са националним традицијама и преференцијама навело је многе Пољаке да тумаче драматичну конфронтацију из 1956. као знак да је крај диктатуре на видику. У почетку веома популаран због својих реформи, које су у то време оптимистично називане „Гомулкином отопљењем“, Гомулка је постепено ублажио своје противљење совјетским притисцима, а наде касних 1950-их у велике политичке промене у Пољској замењене су растућим разочарањем шездесетих година 20. века. На крају, Гомулка није успео у свом циљу да спасе комунизам — или социјализам — у Пољској.
Друштво је постало либералније (као што се види, на пример, у достигнућима Пољске филмске школе и стварању тако контроверзних филмова као што су Пепео и дијамант), а цивилно друштво је почело да се развија, али половична демократизација није била довољна да задовољи пољску јавност. У време мартовских догађаја 1968. Гомулкино одмрзавање ће бити одавно завршено, а све већи економски проблеми и народно незадовољство завршиће уклањањем Гомулке са власти 1970. године — иронично, у ситуацији сличној протестима који су га некада довели на власт.
Без обзира на то, неки друштвени научници, попут Збигњева Бжежинског и Френка Гибнија, називају ове промене револуцијом, мање драматичном од њеног мађарског колеге, али која је можда имала још дубљи утицај на Источни блок. Тимоти Гартон Еш назива пољски октобар најзначајнијим догађајем у послератној историји Пољске до успона Солидарности. Професор историје Иван Т. Беренд тврди да иако се ефекти пољског октобра на Источни блок могу оспорити, он је поставио курс за евентуални пад комунизма у Пољској Народној Републици.